# KTM X-Bow
De KTM X-Bow is de eerste (sport)auto gemaakt door de Oostenrijkse motorfietsenfabrikant KTM. De auto is gebouwd naar aanleiding van het vijftigjarig bestaan van het bedrijf en werd in 2007 geïntroduceerd.
In de auto zijn veel technieken gebruikt die al toegepast werden bij de bouw van motorfietsen. Zo werd het gewicht laag gehouden door een monocoque van carbon en zijn luxe accessoires niet terug te vinden. Het vermogen wordt geleverd door een krachtige Audi 2,0-liter TFSI benzinemotor die 220 pk levert. KTM produceert 500 exemplaren per jaar, dit zal echter worden opgeschroefd naar 1000 stuks vanwege de grote vraag naar de auto.